# TruTV
TruTV é um canal de TV por assinatura americano, de propriedade da Turner Broadcasting System, subsidiária da Warner Bros. Discovery. Nos Estados Unidos era chamado de Court TV desde 1991 até 2008, ano em que foi renomeado para TruTV. Na América Latina o canal foi lançado no dia 1º de abril de 2009.
O canal trata de várias temáticas, entre elas as policiais, drama reais, histórias de emergências, entre outras.
Em 29 de setembro de 2016, a Sky retira o canal de seu line-up para substituí-lo pelos canais Esporte Interativo. O fato causou indignação por parte dos assinantes da operadora. Dois anos depois, foi anunciada a saída dos canais EI e no dia 21 de Setembro de 2018, foi anunciado pela Sky que os canais EI seriam substituídos pelo TruTV, Tooncast e TNT Séries, todos da Turner, no dia 25.
A Turner Broadcasting System opera o canal em todo o mundo com exceção do Reino Unido e da Irlanda, onde o canal é operado pela Sony Pictures Television.
Em 31 de outubro de 2023, a TruTV foi substituída pelo canal Adult Swim em grande parte das operadoras da América Latina. No Brasil, a TruTV ainda permaneceu em operação pela Vivo TV até o dia 10 de novembro, quando passou a ser restrita para as operadoras pequenas até sair definitivamente do ar no primeiro semestre de 2024.